# Cistinosi
La cistinosi és una malaltia per dipòsit lisosòmic autosòmica recessiva, produïda per diverses mutacions en el gen CTNS localitzat en el cromosoma 17 i codificador de la proteïna cistinosina, la qual transporta la cistina cap a l'exterior dels lisosomes. Es caracteritza per l'acumulació anormal i lesiva de l'aminoàcid cistina a diversos teixits corporals.
Té tres formes de presentació, que -en ordre decreixent de gravetat- són: cistinosi nefròpàtica, cistinosi intermèdia o juvenil i cistinosi no nefropàtica o ocular. És una afecció rara que afecta d'1/100.000 a 1/200.000 nens. La cistinosi és la causa més freqüent de la síndrome de Fanconi en l'edat pediàtrica. En aquest trastorn és un fet comú l'aparició, més tard o més d'hora, d'anomalies endocrines com hipogonadisme primari i hipotiroïdisme. Una de les seves complicacions tardanes inhabituals és una miopatia distal que afecta sobretot els músculs de les mans, provocant en les persones amb la malaltia debilitat i pèrdua de la força que poden fer. La presència de vacuoles autofàgiques en la biòpsia muscular dels pacients amb aquest tipus de miopatia és una troballa freqüent, si bé no patognomònica del trastorn. La forma nefròtica cursa amb osteopènia, mineralització òssia disminuïda i deformitats en els ossos llargs; unes alteracions que faciliten la producció de fractures. S'ha descrit la presència de múltiples lesions òssies escleròtiques en casos d'afectació del moll d'os per la malaltia. Inusualment, la primera manifestació de la cistinosi nefròpàtica en individus asimptomàtics són opacitats corneals produïdes per la presència de cistina a l'ull. Les dones amb cistinosi són fèrtils, però la majoria dels homes que la pateixen no, ja que provoca azoospèrmia (absència d'espermatozoides madurs en l'esperma).
El tractament d'aquest trastorn, a banda de diverses mesures de suport (recomanacions dietètiques, indometacina, vitamina D, inhibidors de l'enzim conversiu de l'angiotensina, hormones del creixement, etc.), és la presa per via oral de cisteamina. La cisteamina retarda l'evolució de la malaltia, però no és un fàrmac curatiu. El dany dels túbuls renals segueix produint-se, encara que sigui administrada des de la infantesa; tot i així, l'ús de cisteamina atenua significativament la freqüència i gravetat de les complicacions no renals associades a la condició. Cal ajustar les dosis diàries per via oral del fàrmac quantificant periòdicament el nivell de cistina en els glòbuls blancs. Per fer més simple i de manera no invasiva aquesta prova s´ha dissenyat un mètode d'imatge que permet mesurar l'acumulació de cristalls de cistina en la dermis. Amb el temps, molts dels malalts són tributaris de diàlisi o trasplantament renal. S'utilitza també en forma de col·liri o hidrogel per disminuir la formació de cristalls de cistina en la còrnia. Estudis de laboratori suggereixen que la teràpia amb cèl·lules mare podria ser una alternativa eficaç al tractament convencional de la cistinosi.